# 人类的由来
《人类的由来》全称《人类的由来及性选择》（英語：The Descent of Man, and Selection in Relation to Sex），是英国科学家查尔斯·达尔文的名著，首次出版于1871年。在此书中达尔文重点阐述了人类是怎么进化而来的，包括演化心理學、演化倫理學、人種等主題，并对他的性选择理论做了更多细节上的描述。
中文简体字译本由商务印书馆出版，译者是潘光旦和胡寿文。